# Tournai-sur-Dive
Tournai-sur-Dive is een gemeente in het Franse departement Orne (regio Normandië) en telt 316 inwoners (2008). De plaats maakt deel uit van het arrondissement Argentan.

## Geografie
De oppervlakte van Tournai-sur-Dive bedraagt 12,2 km², de bevolkingsdichtheid is 23,8 inwoners per km².
De onderstaande kaart toont de ligging van Tournai-sur-Dive met de belangrijkste infrastructuur en aangrenzende gemeenten.

## Demografie
Onderstaande figuur toont het verloop van het inwonertal (bron: INSEE-tellingen).
1. ↑  Populations de référence 2022.